# Ardwall House

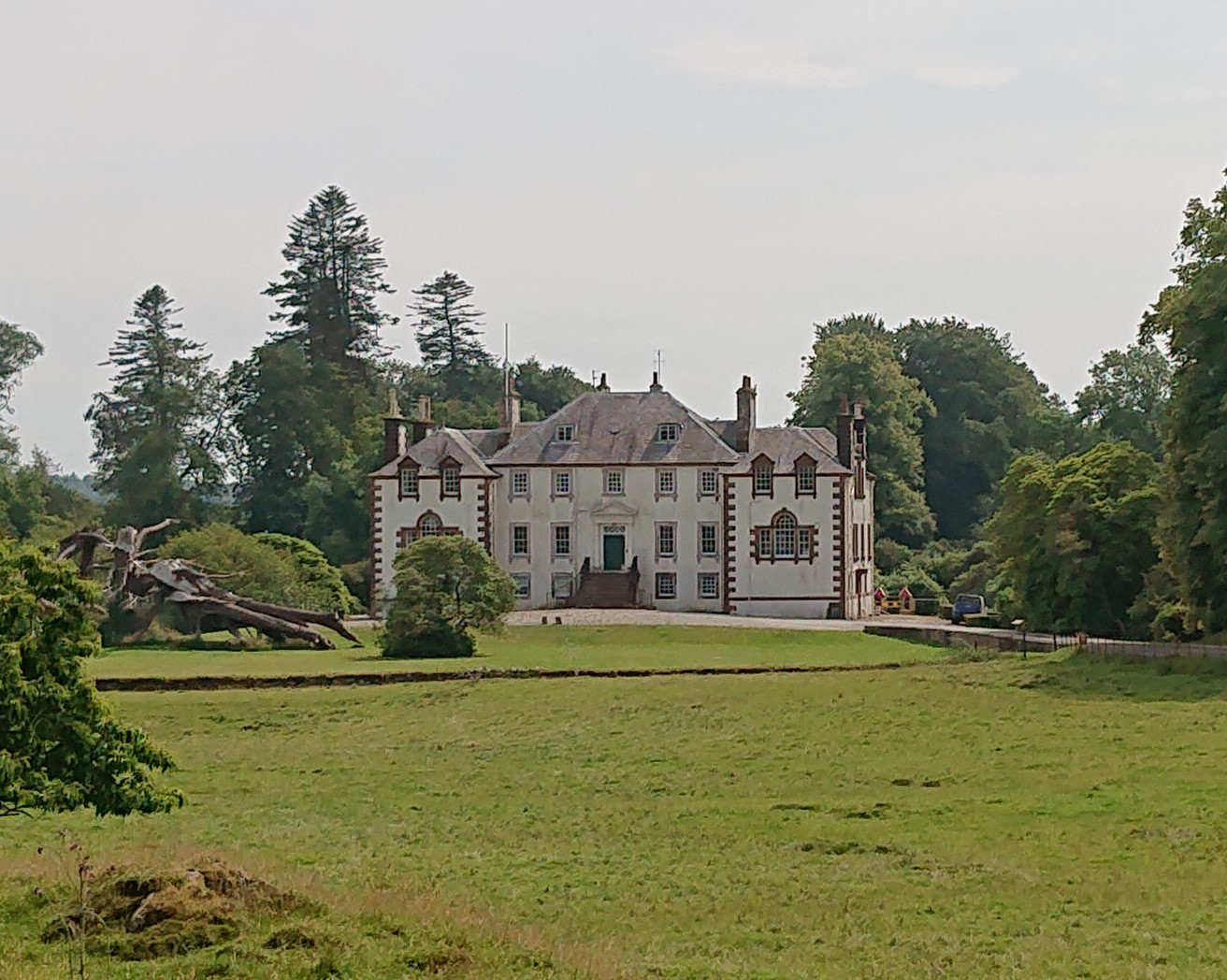
Ardwall House, Ansicht von Norden

Ardwall House ist eine Villa nahe der schottischen Ortschaft Gatehouse of Fleet in der Council Area Dumfries and Galloway. 1971 wurde das Bauwerk in die schottischen Denkmallisten in der höchsten Denkmalkategorie A aufgenommen.

## Beschreibung
Ardwall House wurde um 1762 von Mitgliedern des Clans McCulloch erbaut. Im späten 19. Jahrhundert wurde die Villa erweitert. Zur Vermeidung eines stilistischen Bruchs wurden die Erweiterungen an die Architektur den mittleren 18. Jahrhunderts angepasst. Die Villa liegt rund 2,5 km südwestlich von Gatehouse of Fleet.
Die Fassaden des zweistöckigen Gebäudes sind mit Ausnahme der Natursteineinfassungen aus rotem Sandstein und der rustizierten Ecksteine mit Harl verputzt. Die nordexponierte Frontseite ist fünf Achsen weit. Eine weite Vortreppe mit schmiedeeisernen Balustern führt zu dem mittigen Eingangsportal. Dieses ist mit Vordach mit dorischen Säulen und Fries gestaltet. Das zweiflüglige Portal schließt mit einem ornamentierten Kämpferfenster.
Zu beiden Seiten treten die im 19. Jahrhundert hinzugefügten Flügel leicht hervor. Sie erstrecken sich entlang der Seiten und treten an der Gebäuderückseite wieder hervor, sodass Ardwall House genähert einen H-förmigen Grundriss aufweist. Ebenerdig sind venezianische Fenster verbaut; darüber liegen Lukarnen mit zwölfteiligen Sprossenfenstern. Die Gestaltung der Gebäuderückseite entspricht weitgehend der der Vorderseite, ist jedoch etwas schlichter. Die gefächerte Treppe ist mit steinerner Balustrade gearbeitet und die Eingangstüre schließt mit einem halbrunden Kämpferfenster. Das Gebäude schließt mit schiefergedeckten Walmdächern.